# Апретування тканин
Апретува́ння ткани́н (фр. apprêter — остаточно оздоблювати) — цикл прикінцевих оздоблювальних операцій, яким піддають тканини в процесі їх виробництва.
Основною операцією апретування тканин є просочення тканин спеціальними розчинами (апретами) з метою поліпшення їхнього зовнішнього вигляду і надання їм особливих властивостей відповідно до їх призначення. В результаті апретування тканини стають приємними на дотик, м'якими, еластичними, блискучими або матовими, водонепроникними або вогнестійкими, немнучкими, довговічними і т. ін.
Найчастіше апретування роблять крохмальним клейстером або тваринним клеєм (кістковим або міздряним). Такі апрети надають тканинам жорсткості, пружності і гарного вигляду, але вони дуже нестійкі і після прання зникають, внаслідок чого зовнішній вигляд тканин різко погіршується. Тому хіміками-текстильниками було розроблено багато незмивних апретів різного призначення. Для пом'якшення тканин, збільшення їхньої пружності застосовують апрети з жировими речовинами (оліями, милами) і з гігроскопічними (гліцерином, патокою, кухонною сіллю). Для надання тканинам водонепроникності застосовують препарати, які заміщують гідрофільні групи целюлози гідрофобними (апрети текстин, салан та ін.). Ними обробляють тканини спец. призначення: брезенти, намети, плащові тканини.
В апрети для вогнестійкої обробки тканин додають розчинне скло або різні мінеральні солі. Бавовняні та віскозні тканини апретують різними штучними смолами. Апретування трикотажного полотна і трикотажних виробів провадять в основному переліченими засобами.